# ダヴィド・グリマル
ダヴィド・グリマル（David Grimal、1973年 - ）は、フランスのヴァイオリニスト。ソリストとして活動するほか、自ら結成した室内アンサンブル、レ・ディソナンスとも活動している。歴史家、ラテン学者のピエール・グリマル（Pierre Grimal、1912年 -1996年 ）の孫、コレージュ・ド・フランスの教授でエジプト学者のニコラ・グリマル（Nicolas Grimal、1948年 - ）の息子。

## 経歴
1973年生まれ。エジプト学者であった父親の仕事のため、幼少期をエジプトで過ごし、5歳の時にケールでヴァイオリンを習い始める。その時に手ほどきを受けたのは、往年のフランスのスーパースター、クロード・フランソワのギター教師だったという老人で、直感的、実践的な教育を受ける。11歳で楽譜の読み方を学ぶ。フランスに戻ったのち、パリ政治学院とパリ国立高等音楽院に入学するが、前者を1年で中退、後者でレジス・パスキエに学ぶ。その他、フィリップ・ヒルシュホルン、シュロモ・ミンツ、アイザック・スターンにも師事するが、特にヒルシュホルンに大きな影響を受け、ヴァイオリニストになることを決意する。パリ音楽院でヴァイオリンと室内楽のプルミエ・プリを得て卒業。以後、指揮のエマニュエル・クリヴィヌ、クリストフ・エッシェンバッハ、ピアノのボリス・ベレゾフスキー、ヴァレリー・アファナシエフ、ジョルジュ・プリュデルマシェール、チェロのグザヴィエ・フィリップ、マルク・コペイ、トゥルルス・モルク、ヴィオラのジェラール・コセ、ユーリ・バシュメット、フルートのジェームズ・ゴールウェイらと共演を重ねている。

## 楽器
1710年製ストラディヴァリウス、通称« Ex Roederer »をブラジルのイピランガ財閥より貸与されている。